# Frank Borman
Frank Frederick Borman (Gary, Indiana, 1928. március 14. – Billings, Montana, 2023. november 7.) amerikai űrhajós. Ő volt az első, aki társaival elhagyta a Föld körüli keringési pályát, és a második kozmikus sebességet elérve a Hold körül repült.

## Életpálya
A West Pointi katonai akadémia elvégzését követően 1950-ben repülőtisztté avatták. Az amerikai légierőben szolgált, majd berepülőpilóta lett. 1957-ben a Kaliforniai Műszaki Egyetemen mérnöki képesítést szerzett. 1957–1960 között a West Point-i akadémia, 1960-1962 között az Edwards légitámaszpont katonai iskola előadója volt. 1962. szeptember 11-től, a második amerikai csoportban kezdte meg az űrhajóskiképzést. 19 napot, 21 órát és 35 percet töltött a világűrben. 1970. július 1-jén kivált a NASA kötelékéből, az Eastern Airways légiforgalmi társaság elnöke lett.
A Hold túlsó oldalán egy 50 kilométer átmérőjű krátert neveztek el róla.

## Repülések
(zárójelben a repülés dátuma)
- Gemini–7 (1965. december 4–18.)
- Apollo–8 (1968. december 21–27.)

### Gemini–4
Borman a Gemini–4 tartalék parancsnoka 1965 júniusában.

### Gemini–7
Bormann a Gemini–7 parancsnokaként a második NASA űrhajós (a többiek: James McDivitt, Neil Armstrong, Gerald Carr és Joe Engle), aki rögtön első repülésén parancsnoki kinevezést kapott. A legénység másik tagja James Lovell pilóta. A két hét hosszú küldetés az addigi leghosszabb volt az űrhajózás történetében. 1965. december 15-én a Gemini–7 űrrandevút hajtott végre (passzív résztvevőként) a pár órával korábban pályára állított Gemini–6A űrhajóval.

### Apollo–8
Az Apollo–8 az első űrhajó, amely embereket – Frank Borman parancsnokot, James Lovell parancsnokimodul-pilótát és William Anders holdkomppilótát – szállított Hold körüli pályára, amit tíz alkalommal került meg. A legénységet a Time amerikai hetilap az 1968-as „Év Emberei”-vé választotta.